# Revisión por pares abierta
https://micrositios.inai.org.mx/avisospnt/?page_id=1722

## Definiciones
Las tres modificaciones más comunes a las que se aplican son:
1. Identidades abiertas: puede definirse como "cualquier mecanismo de revisión académica que proporcione la divulgación de las identidades de autor y árbitro entre sí en cualquier momento durante el proceso de revisión o publicación de pares".[1] Esto contrasta con el proceso tradicional de revisión por pares en el que los revisores permanecen anónimos, mientras que los nombres de los autores se divulgan desde el principio.[2][3]
2. Informes abiertos: los informes de revisión se publican junto con el artículo relevante (en lugar de mantenerse confidenciales).
3. Participación abierta: la comunidad en general (y no solo los revisores invitados) pueden contribuir al proceso de revisión.

## Ventajas
Las posibles ventajas de un sistema abierto de revisión por pares incluyen que los revisores sean "más tácticos y constructivos" de lo que serían si pudieran permanecer en el anonimato. También se ha argumentado que la revisión abierta conduce a una revisión más honesta y evita que los revisores sigan sus agendas individuales, además de conducir a la detección de conflictos de intereses de los revisores. Algunos estudios también han encontrado que la revisión por pares abierta está asociada con un aumento en la calidad de las revisiones, aunque otros estudios no han encontrado tal asociación. Un estudio de las revistas médicas de BioMed Central, todas las cuales utilizan una revisión por pares abierta, encontró que los revisores generalmente no notaron problemas o solicitaron cambios en el informe de los resultados de los ensayos aleatorios. El mismo estudio encontró que la mayoría, pero no todos, de los cambios solicitados tuvieron un efecto positivo en los informes.

## Desventajas
Un estudio de 1999 encontró que la revisión por pares abierta no afectó la calidad de las revisiones o la recomendación sobre si el artículo que se está revisando debe publicarse, pero que "aumentó significativamente la probabilidad de que los revisores se nieguen a revisar". La revisión abierta de los resúmenes tiende a generar sesgos que favorecen a los autores de países de habla inglesa y prestigiosas instituciones académicas. También se ha argumentado que la revisión por pares abierta podría llevar a los autores a acumular enemigos que intentan evitar que sus documentos se publiquen o que sus solicitudes de subvención no tengan éxito.

## Adopción por los editores
Estas editoriales abren al menos parte de sus revisiones: 
- BMJ Group
- BioMed Central
- Unión Europea de Geociencias
- Organización Europea de Biología Molecular (EMBO)
- PeerJ
- eLife
- PLOS
- WikiJournal
- SciPost

La revisión por pares en BMJ, BioMed Central, EMBO, eLife y PLOS implica publicar todo el historial de pre-publicación del artículo en línea, incluidas no solo las revisiones firmadas del artículo, pero también sus versiones anteriores y las respuestas de los autores a los revisores. La Unión Europea de Geociencias lleva a cabo debates públicos en los que se realiza una revisión por pares abierta antes de que se acepten artículos adecuados para su publicación en la revista real.